# 조교마을버스
조교마을버스는 강원특별자치도 춘천시 북산면 조교리와 홍천군 두촌면 자은리를 잇는 마을버스이다. 조교리작목반영농조합법인이 운영하며 기점은 강원특별자치도 춘천시 북산면 원동조교로 601-45에 위치한 조교2리농촌체험관이며, 조교리와 자은리를 하루 3번 왕복운행한다. 노선 구간이 산악지역에 있는 특성상 4륜구동 차량이 운행되고 있다. 요금은 편도 1,000원이며 주요 차종은 코란도 투리스모이다.
2014년 5월 1일 농림축산식품부로부터 농촌형 교통모델로 선정되었다.

## 주요 연혁
- 2013년 4월 29일: 노선 개통[2]
- 2014년 5월 1일: 농림축산식품부로부터 농촌형 교통모델로 선정되었다.

## 명칭의 유래
- 마을 행정구역인 조교리에서 따왔다.